# فرانسوا فورستر
فرانسوا فورستر (بالفرنسية: François Forster)‏ هو نقاش سويسري وفرنسي، ولد في 22 أغسطس 1790 في لو لوكل في سويسرا، وتوفي في 24 يونيو 1872 في باريس في فرنسا.

## معرض صور

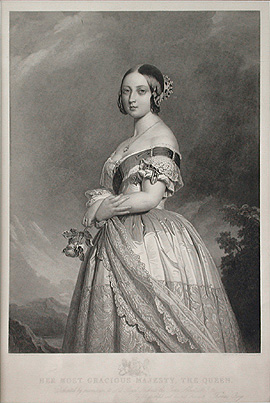
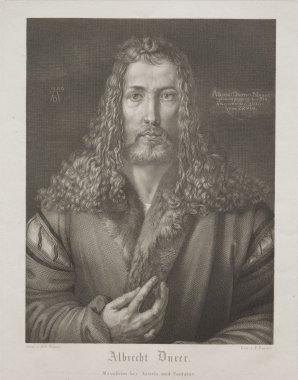
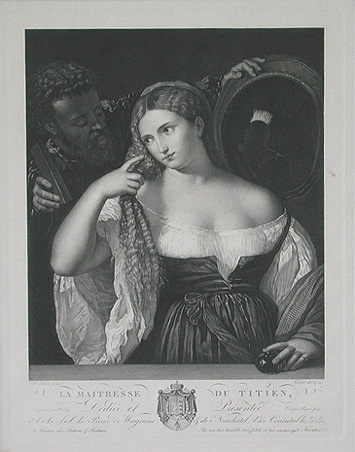